# Dariusz Pender
Dariusz Pender (ur. 16 października 1974 w Tarnogrodzie) – polski sportowiec, szermierz uprawiający szermierkę na wózkach, multimedalista igrzysk paraolimpijskich, mistrzostw świata i Europy.

## Życiorys
Podjął pracę w PKO BP. Jako szermierz specjalizował się w szpadzie i florecie, startując w kategorii A. Wystąpił na letnich igrzyskach paraolimpijskich odbywających się w 2000, 2004, 2008, 2012, 2016, 2021 i 2024. Wywalczył łącznie dziewięć medali, w tym dwa złote indywidualnie. Wielokrotny medalista mistrzostw świata i mistrzostw Europy. Zawodnik klubu sportowego IKS AWF Warszawa, jego trenerem został Marek Gniewkowski. Uprawiał także koszykówkę i tenis na wózkach.

## Medale igrzysk paraolimpijskich
- Sydney 2000
  - szpada indywidualnie (kat. A) – złoty medal
  - floret drużynowo – srebrny medal
- Ateny 2004
  - szpada drużynowo – srebrny medal
  - floret indywidualnie (kat. A) – brązowy medal
  - floret drużynowo – brązowy medal
- Pekin 2008
  - floret indywidualnie (kat. A) – brązowy medal
- Londyn 2012
  - szpada indywidualnie (kat. A) – złoty medal
- Rio de Janeiro 2016
  - floret drużynowo – srebrny medal
  - szpada drużynowo – brązowy medal[3]

## Odznaczenia i wyróżnienia
- Krzyż Oficerski Orderu Odrodzenia Polski – 2013[7][8]
- Krzyż Kawalerski Orderu Odrodzenia Polski – 2008[9]
- Złoty Krzyż Zasługi – 2001[10]
- Medal Pamiątkowy „Pro Masovia” – 2012[11]